# Mont-lès-Seurre
Mont-lès-Seurre – miejscowość i gmina we Francji, w regionie Burgundia-Franche-Comté, w departamencie Saona i Loara.
Według danych na rok 1990 gminę zamieszkiwało 151 osób, a gęstość zaludnienia wynosiła 23 osoby/km² (wśród 2044 gmin Burgundii Mont-lès-Seurre plasuje się na 760. miejscu pod względem liczby ludności, natomiast pod względem powierzchni na miejscu 1140.).